# 地球地図
地球地図（ちきゅうちず、英: Global Map）は、世界の国家地図作成機関の協力により整備される、地球環境の現状を正確に表す地球全体をカバーするデジタル地図をいう。地球地図を国際的な協力の下で整備していく構想―地球地図構想―は、1992年に当時の建設省（現在の国土交通省）が提唱した。

## 概要
地球地図は、以下の条件を満たす、解像度1kmのデジタル形式の地理空間情報である。
1. 地球の全陸域をカバーする
2. 統一された仕様
3. 誰にでも安価に提供される

また、地球地図として整備する地球規模の地理空間情報は、主に以下の項目である。
- 交通網
- 海岸線・行政界
- 河川・湖沼
- 人口集中域
- 標高
- 植生（樹木被覆率）
- 土地被覆
- 土地利用

## 地球地図プロジェクトの経緯
1972年の国連人間環境会議以来、地球規模の環境問題が人類の共通の課題として認識されるようになり、1992年にブラジルで開催された「環境と開発に関する国連会議（地球サミット）」では、「持続可能な開発のための人類の行動計画：アジェンダ21」が採択された。このアジェンダ21には、地球環境問題に適切に対処するための意思決定を行う上で、情報が重要であることが随所に記述されており、特に地理空間情報は不可欠とされている。 
このアジェンダ21の趣旨を受け、同年、当時の建設省（現在の国土交通省）は、地理空間情報整備の分野でも一層の貢献が必要であるとの認識から、地球環境の現状と変化の把握のための地球規模の地理空間情報を、国際的な協力の下で整備していく構想―地球地図構想―を提唱した。この構想は、1993年にニューヨークにて開催された第5回国連アメリカ地域地図会議において発表され、それとともに同会議において地球規模の地理空間情報整備の推進を呼びかける決議が採択された。次いで1994年に北京にて開催された第13回国連アジア太平洋地域地図会議においても同様の採択がなされた。
1996年には、地球地図構想を推進するための組織として、国家地図作成機関の長等からなる地球地図国際運営委員会 (International Steering Committee for Global Mapping: ISCGM) が設立され、国際的推進体制が確立された。現在まで、国土地理院が地球地図国際運営委員会の事務局を務めている。この翌年、地球サミットから5年を経た1997年に開催された、国連環境開発特別総会 (UNGASS) において採択された成果文書では、第112段落に、地球環境問題に関する情報アクセスに資するため、特に開発途上国等の情報収集、分析能力向上の重要性が謳われるとともに、その支援環境整備の手段として、地球地図も含めた国際協力の重要性が述べられた。
このような動きを受け、1998年には、国際連合から地球地図整備への参加呼びかけ状が世界各国の地図作成機関に送付されている。
その後、2002年の「持続可能な開発に関する世界首脳会議（ヨハネスブルグサミット）」では、地球地図の推進が実施計画に記述されたほか、2008年の第4回アフリカ開発会議においては、「横浜行動計画」の中にアフリカ地域における地球地図整備・更新等の技術支援の促進が盛り込まれた。また、2011年に開催された国際連合経済社会理事会において提出された、地球規模の地理空間情報に係る事務総長報告では、第24段落において、地球規模の地理空間情報整備の取組例として地球地図プロジェクトが紹介されている。